# Penicyliny

Ogólny wzór penicylin

Penicylina G (penicylina benzylowa)

Penicyliny, antybiotyki penicylinowe (ATC J 01 C) – szeroko stosowana grupa bakteriobójczych antybiotyków; najstarsza grupa antybiotyków β-laktamowych, pierwsze antybiotyki na świecie.
Penicylina to antybiotyk β-laktamowy otrzymywany przy użyciu pleśni Penicillium. W swej strukturze chemicznej zawiera pierścień tiazolidynowy sprzężony z pierścieniem beta laktamowym.
Przedstawicielami są: penicylina benzylowa, penicylina fenoksymetylowa.

## Odkrycie penicyliny
Pierwszy raz fakt występowania substancji hamujących rozwój niektórych bakterii chorobotwórczych opisał w 1897 r. francuski lekarz wojskowy Ernest Duchesne w swojej rozprawie doktorskiej pt. Contribution à l’étude de la concurrence vitale chez les micro-organismes: antagonisme entre les moisissures et les microbes (pol. „Wkład w badania nad konkurencją życiową mikroorganizmów: antagonizm między pleśniami i mikrobami”). Odkrycie to nie zostało jednak przez nikogo rozwinięte, a sam odkrywca zmarł w 1912 r. na gruźlicę, która mogłaby być wyleczona, gdyby efektem badań Francuza było wyizolowanie składnika czynnego odpowiedzialnego za opisane zjawisko.
Przez przypadek powtórnego odkrycia dokładnie tego samego zjawiska dokonał Alexander Fleming. W 1928 r. badał on nietypowe szczepy bakterii z rodzaju Staphylococcus. W lipcu pozostawił w laboratorium szalki Petriego zaszczepione tymi bakteriami i udał się na wakacje. Po powrocie, 3 września, razem z przyjacielem i wcześniejszym współpracownikiem, Danielem Prycem przeglądał uzyskane kolonie bakterii. Na jednej z nich zauważyli zakażenie pleśnią, wokół której był obszar czysty od bakterii. Pryce zwrócił uwagę, że przypomina to sytuację, gdy Fleming odkrył lizozym, lecz nie przywiązał większej uwagi do zaobserwowanego zjawiska, natomiast Fleming podjął dalsze badania. Flemingowi nie udało się wówczas wyizolować substancji czynnej, choć stwierdził, że jej skuteczne działanie ma miejsce nawet przy bardzo dużym rozcieńczeniu. W 1938 r. grupa trzech naukowców, w skład której obok Fleminga weszli Howard Walter Florey oraz Ernst Boris Chain, wyizolowała składnik czynny i rok później założyła pierwszą na świecie wytwórnię penicyliny. Za swoje odkrycie zostali oni uhonorowani w 1945 r. Nagrodą Nobla.

## Mechanizm i zakres działania
Mechanizm działania penicylin jako antybiotyków polega na blokowaniu aktywności enzymów bakteryjnych – transpeptydaz (PBP) biorących udział w ostatnim etapie syntezy peptydoglikanu ściany komórki bakteryjnej. Do zablokowania PBP może dojść dzięki strukturalnemu podobieństwu penicylin do naturalnego substratu dla enzymu, czyli układu dwóch reszt alaniny będącego częścią podstawowej jednostki budującej mureinę – składnika ściany komórkowej bakterii. Penicylina łączy się z transpeptydazą w jej centrum aktywnym i w ten sposób blokuje jej aktywność. Komórka bakteryjna pozbawiona prawidłowo działającego enzymu nie jest w stanie syntetyzować ściany bakteryjnej. Prowadzi to do upośledzenia jej zdolności życia w niekorzystnych warunkach środowiska – zwiększa się przepuszczalność ściany komórkowej. Takie uszkodzenie prowadzi po pewnym czasie do zwiększenia aktywności bakteryjnych enzymów autolitycznych, powodujących samozniszczenie bakterii.

## Klasyfikacja
Penicyliny naturalne:
- benzylopenicylina (penicylina G, penicylina krystaliczna)
- benzylopenicylina prokainowa
- benzylopenicylina benzatynowa (debecylina)
- fenoksymetylopenicylina (penicylina v, v-cylina)

Penicyliny półsyntetyczne:
- penicyliny doustne
  - propycylina
- penicyliny oporne na penicylinazy
  - penicyliny izoksazolilowe
    - oksacylina
    - kloksacylina
    - dikloksacylina
    - flukloksacylina

  - metycylina
  - nafcylina(inne języki)
- penicyliny o poszerzonym zakresie działania
  - aminopenicyliny
    - ampicylina
    - amoksycylina

  - karboksypenicyliny
    - karbenicylina
    - tykarcylina

  - ureidopenicyliny
    - azlocylina(inne języki)
    - mezlocylina(inne języki)
    - piperacylina
    - apalcylina

## Powikłania
Do powikłań stosowania penicylin należą:
- zespół Hoigné
- reakcja Jarischa-Herxheimera
- wstrząs anafilaktyczny